# Allan Pease
Allan Pease là một chuyên gia ngôn ngữ cơ thể người Australia và là đồng tác giả của 15 cuốn sách.

## Mục lục sách
- Ngôn ngữ cơ thể (Body language) (1981)
- Các tín hiệu (Signals) (1984)
- Ngôn ngữ trao đổi (Talk Language) (1985, cùng với Allan Garner)
- Ngôn ngữ viết (Write Language) (1988, cùng với Paul Dunn)
- Câu hỏi là câu trả lời (Questions Are The Answers) (2000)
- Tại sao đàn ông không biết cách lắng nghe còn phụ nữ không biết đọc bản đồ (Why Men Don't Listen and Women Can't Read Maps) (2000, cùng với Barbara Pease)[3][4]
- Cuốn sách cơ bản về sự khiếm nhã và những trò đùa không đứng đắn về chính trị (The Ultimate Book of Rude and Politically Incorrect Jokes) (2001)
- Tại sao đàn ông chỉ có thể làm một việc một lúc còn phụ nữ không bao giờ ngừng nói (Why Men Can Only Do One Thing at a Time & Women Never Stop Talking) (2003, cùng với Barbara Pease)
- Tại sao đàn ông không có mạch câu chuyện còn phụ nữ luôn luôn cần thêm giày (Why Men Don't Have A Clue & Women Always Need More Shoes) (2005, cùng với Barbara Pease)
- Tại sao đàn ông lại nói dối còn phụ nữ lại khóc (Why Men Lie and Women Cry) (2006, cùng với Barbara Pease)
- Cuốn sách cuối cùng về ngôn ngữ cơ thể (The Definitive Book of Body Language) (cùng với Barbara Pease) (2006, bản hiệu chỉnh của cuốn sách Ngôn ngữ cơ thể (Body Language) xuất bản năm 1981[5][6]
- Thật đơn giản để mọi người có kỹ năng sống (Easy Peasey: People Skills For Life) (2007, cùng với Barbara Pease)
- Tại sao đàn ông muốn tình dục và phụ nữ cần tình yêu (Why Men Want Sex & Women Need Love) (2009, cùng với Barbara Pease)[7]
- Ngôn ngữ cơ thể ở nơi làm việc (Body Language in the Workplace) (2011, cùng với Barbara Pease)
- Ngôn ngữ cơ thể của tình yêu (Body Language of Love) (2012, cùng với Barbara Pease)